# Championnat de Nouvelle-Zélande de football 1980
Navigation
Saison précédente Saison suivante
La saison 1980 du Championnat de Nouvelle-Zélande de football est la 11e édition du championnat de première division en Nouvelle-Zélande. La NSL (National Soccer League) regroupe douze clubs du pays au sein d'une poule unique, où ils s'affrontent deux fois au cours de la saison, à domicile et à l'extérieur. À la fin de la compétition, les trois derniers du classement sont relégués et remplacés par le champion de chacune des trois ligues régionales.
C'est le club de Mount Wellington AFC, tenant du titre, qui remporte à nouveau la compétition après avoir terminé en tête du classement final, avec quatre points d'avance sur l'un des promus, Gisborne City AFC et neuf sur le duo Wellington Diamond United-Manurewa AFC. C'est le 4e titre de champion de Nouvelle-Zélande de l'histoire du club, qui réussit même le doublé en battant Dunedin City en finale de la Coupe de Nouvelle-Zélande.
Mount Wellington devient le club le plus titré du pays avec quatre succès, un de plus que Christchurch United AFC. C'est également le premier club à conserver son titre de champion.

## Les clubs participants
| - Blockhouse Bay - Christchurch United AFC - Hamilton United AFC - Promu de D2 - Stop Out - North Shore United AFC - Dunedin City | - Gisborne City AFC - Promu de D2 - Rangers AFC - Promu de D2 - Mount Wellington AFC - Wellington Diamond United - Manurewa AFC - Nelson United AFC |

## Compétition

### Classement
Le barème utilisé pour établir le classement est le suivant :
- Victoire : 2 points
- Match nul : 1 point
- Défaite : 0 point

| Rang | Équipe                       | Pts | J  | G  | N | P  | Bp | Bc | Diff |
| ---- | ---------------------------- | --- | -- | -- | - | -- | -- | -- | ---- |
| 1    | Mount Wellington AFC (T) (C) | 35  | 22 | 15 | 5 | 2  | 53 | 19 | +34  |
| 2    | Gisborne City AFC (P)        | 31  | 22 | 11 | 9 | 2  | 44 | 24 | +20  |
| 3    | Manurewa AFC                 | 26  | 22 | 10 | 6 | 6  | 39 | 32 | +7   |
| 4    | Wellington Diamond United    | 26  | 22 | 9  | 8 | 5  | 31 | 26 | +5   |
| 5    | North Shore United AFC       | 24  | 22 | 11 | 2 | 9  | 28 | 27 | +1   |
| 6    | Dunedin City                 | 20  | 22 | 6  | 8 | 8  | 37 | 32 | +5   |
| 7    | Christchurch United AFC      | 20  | 22 | 7  | 6 | 9  | 34 | 33 | +1   |
| 8    | Hamilton United AFC (P)      | 19  | 22 | 7  | 5 | 10 | 26 | 36 | -10  |
| 9    | Rangers AFC (P)              | 17  | 22 | 7  | 3 | 12 | 31 | 41 | -10  |
| 10   | Stop Out                     | 17  | 22 | 6  | 5 | 11 | 27 | 46 | -19  |
| 11   | Blockhouse Bay               | 15  | 22 | 5  | 5 | 12 | 30 | 43 | -13  |
| 12   | Nelson United AFC            | 14  | 22 | 6  | 2 | 14 | 31 | 52 | -21  |

|  | Champion de Nouvelle-Zélande 1980                                                       |
|  | Relégation directe en deuxième division                                                 |
|  | (T) : Tenant du titre (C) : Vainqueur de la Coupe de Nouvelle-Zélande (P) : Promu de D2 |

## Bilan de la saison
| Championnat de Nouvelle-Zélande de football 1980                             |                                 |
| Champion                                                                     | Mount Wellington AFC (4e titre) |
| Coupes et trophées                                                           |                                 |
| Vainqueur de la Coupe de Nouvelle-Zélande 1980                               | Mount Wellington AFC            |
| Promotions et relégations                                                    |                                 |
| Promus en Championnat de Nouvelle-Zélande de football                        | Woolston WMC                    |
| Promus en Championnat de Nouvelle-Zélande de football                        | Takapuna AFC                    |
| Promus en Championnat de Nouvelle-Zélande de football                        | Miramar Rangers                 |
| Relégués en Championnat de Nouvelle-Zélande de football de deuxième division | Stop Out                        |
| Relégués en Championnat de Nouvelle-Zélande de football de deuxième division | Blockhouse Bay                  |
| Relégués en Championnat de Nouvelle-Zélande de football de deuxième division | Nelson United AFC               |